# 毛利荘
毛利荘（もりのしょう）は、相模国愛甲郡にあった荘園。現神奈川県厚木市から愛川町南東部にかけて位置した。

## 歴史
平安時代末期、源義家の息子・義隆の所領となった。
鎌倉時代初期、毛利景行の所領となっていた。景行は和田合戦に参加して敗北し、領地は鎌倉幕府に没収されたと考えられる。
その後、毛利荘は幕府の政所初代別当（長官）となった大江広元の所領となり、広元の四男・季光が相続したことで、名字として毛利氏を名乗った。季光は宝治合戦で三浦氏に荷担したために討たれ、毛利荘を幕府に没収されたが、季光の四男・経光は荷担しなかったため、安芸国吉田荘や越後国佐橋荘などを保持することができた。
鎌倉時代末期から南北朝時代初期にかけて、毛利氏は吉田荘に本拠地を移し、戦国大名として成長した。
毛利氏の領国換え後、毛利荘は安達義景の所領となったと推定される。霜月騒動後、毛利荘は得宗領となったと考えられる。